# Американський ніндзя 3: Криваве полювання
Американський ніндзя 3: Криваве полювання, англ. American Ninja 3: Blood Hunt — американський бойовик.

## Сюжет
Шон Девідсон, що втратив батьків і вихований вчителем-японцем в традиціях ніндзя, приїжджає на міжнародний турнір карате. Зловмисники розробляють тут в секретній лабораторії смертоносний вірус, щоб випробувати його на переможцеві чемпіонату. Але американський ніндзя і двоє його друзів розтрощують лабораторію, рятуючи світ.

## У ролях
- Девід Бредлі — Шон Девідсон
- Стів Джеймс — Кертіс Джексон
- Марджо Гортнер — Кобра
- Мішель Б. Чан — Чан Лі
- Іегуда Ефроні — генерал Андреас
- Келвін Джанг — Идзумо
- Едріенн Пірс — секретар міністра
- Івен Дж. Кліссер — Декстер
- Грант Престон — міністр внутрішніх справ
- Майк Хафф — доктор Хольгер
- Алан Свердлоу — капітан поліції
- Тапело Мофокенг — сержант поліції
- Екард Рейб — батько Шона
- Стефен Веббер — юний Шон

майстери бойових мистецтв
- Кевін Фрідлендер
- Джордж Вонг
- Йен Дункан
- Леонардо Донофрі
- Андре Джордан
- Воррен Брегман
- Морн ван Дер Шіфф
- Томас Вітт
- Бен Данн
- Ральф Еткінсон
- Густав Хук
- Паніко Протопапа
- Грейс Йоргенс
- Джеррі Ціе
- Юджин Хаммес

в титрах не вказані
- Джон Баррет — Джо Сімпсон
- Робін Мікс — чорний ніндзя
- Ешлі Волдорф — таксист
- Торстен Ведекінд — турист